# Theodore Edward Dudley Kelly
Theodore Edward Dudley Kelly, britanski general, * 24. februar 1903, † 22. november 1980.